# Tapinoma luridum
Tapinoma luridum é uma espécie de formiga do gênero Tapinoma.